# 6. ročník udílení Nickelodeon Kids' Choice Awards
6. ročník Nickelodeon Kids' Choice Awards se konal v roce 1993. Moderátory večera byli Brian Austin Green, Holly Robinson Peete a Tori Spelling.

## Moderátoři a vystupující

### Moderátoři
- Brian Austin Green
- Holly Robinson Peete
- Tori Spelling

### Vystupující
- Kris Kross
- Joe Public
- Shanice
- Obsazení seriálu Roundhouse

## Vítězové a nominovaní

### Nejoblíbenější televizní herec
- Bill Cosby za (Cosby Show)
- Will Smith za (Fresh Prince)
- Luke Perry za (Beverly Hills 90210)

### Nejoblíbenější televizní herečka
- Roseanne Barr za (Roseanne)
- Christina Applegate (Ženatý se závazky)
- Jennie Garth za (Beverly Hills 90210)

### Nejoblíbenější televizní seriál
- Beverly Hills 90210
- The Fresh Prince of Bel-Air
- In Living Color

### Nejoblíbenější filmový herec
- Macaulay Culkin (Sám doma 2: Ztracen v New Yorku)
- Ice Cube
- Kid 'n Play

### Nejoblíbenější filmová herečka
- Whoopi Goldberg
- Julia Roberts
- Michelle Pfeifferová

### Nejoblíbenější film
- Aladdin
- Chlapci ze sousedství
- Moje první láska

### Nejoblíbenější zpěvák/skupina
- Kris Kross
- Boyz II Men
- Hammer

### Nejoblíbenější zpěvačka/skupina
- Paula Abdul
- Mariah Carey
- En Vogue

### Nejoblíbenější písnička
- "Jump" - Kris Kross
- "Ain't 2 Proud 2 Beg" -TLC
- "Motownphilly" - Boyz II Men

### Nejoblíbenější sportovec
- Michael Jordan
- Ken Griffey, Jr.
- Magic Johnson

### Nejoblíbenější sportovkyně
- Kim Zmeskal
- Shannon Miller
- Jackie Joyner-Kersee

### Nejoblíbenější sportovní tým
- Chicago Bulls
- Atlanta Braves
- Los Angeles Lakers

### Nejoblíbenější videohra
- Super Mario Kart

### Nejoblíbenější animovaná hvězda
- Ren a Stimpy

### Nejoblíbenější animovaný seriál
- Doug
- Drobečkové
- Detektiv Duck

### Síň slávy
- Arnold Schwarzenegger
- Michael Jordan
- Bill Cosby